# Basil Hoskins
Basil William Hoskins (ur. 10 czerwca 1929 w Edmonton, zm. 17 stycznia 2005 w Londynie) – brytyjski aktor filmowy, teatralny i telewizyjny.
Aktorstwo studiował w Royal Academy of Dramatic Art (RADA). Występował na deskach londyńskich teatrów, m.in. w Nottingham Playhouse. Najbardziej znane filmy z jego udziałem to Ice-Cold in Alex i Northwest Frontier.
Hoskins był gejem i wieloletnim partnerem aktora Harry'ego Andrewsa.